# Gonomyia subcinerea
Gonomyia subcinerea är en tvåvingeart som beskrevs av Osten Sacken 1860. Gonomyia subcinerea ingår i släktet Gonomyia och familjen småharkrankar. Inga underarter finns listade i Catalogue of Life.